# Alfred Percy Sinnett
Alfred Percy Sinnett, född 1840, död 1921, var en brittisk journalist, ockultist och teosof.

## Svenska översättningar
- En sierskas öden och märkliga tilldragelser i madame Blavatskys lif (översättning Victor Pfeiff, Beijer, 1887)
- Den dolda verlden (The occult world) (översättning Victor Pfeiff, Looström, 1887)
- De invigdes lära (Esoteric Buddhism) (översättning Victor Pfeiff och A. F. Åkerberg, Looström, 1887)
- Kort framställning af teosofiens hufvudgrunder: utdrag ur "The purpose of theosophy" (anonym översättning, Teosofiska bokförlaget, 1889)
- Karma: roman (översättning Victor Pfeiff, Beijer, 1889)
- Förenade: roman (översättning Victor Pfeiff, Beijer, 1890)
- Mesmerismen på vetenskaplig grund (översättning Victor Pfeiff, Beijer, 1892)
- Världen på andra sidan: en samling berättelser om avlidnas erfarenheter efter döden (översättning G. Halfdan Liander, Björck & Börjesson, 1916). 2., genomsedda och granskade uppl. Litteraturförlaget, 1937